# Negar Esmaili
Negar Esmaili es una deportista iraní que compite en taekwondo. Ganó una medalla de oro en el Campeonato Asiático de Taekwondo de 2021 en la categoría de –46 kg.

## Palmarés internacional
| Campeonato Asiático | Campeonato Asiático | Campeonato Asiático | Campeonato Asiático |
| Año                 | Lugar               | Medalla             | Categoría           |
| ------------------- | ------------------- | ------------------- | ------------------- |
| 2021                | Beirut (Líbano)     | Medalla de oro      | –46 kg              |